# Djibrilla Hima Hamidou
El coronel Djibrilla Hima Hamidou, apodado "Pelé", es un militar nigerino. Fue uno de los miembros del Consejo Supremo para la Restauración de la Democracia (CSRD).

## Biografía
Alto mando militar originario de la etnia zarma, formado en la academia real de Meknes, es comandante de la zona militar de Niamey.
Es también presidente de la Asociación Deportiva de las Fuerzas Armadas Nigerinas (ASFAN) y de la Federación Nigerina de Fútbol

## Participación en golpes de Estado
Participó en el golpe de Estado del 9 de abril de 1999 contra el entonces presidente Ibrahim Baré Maïnassara, que marcó la llegada al poder de Tandja Mamadou También participó en el golpe de Estado del 18 de febrero de 2010, que derrocó a Tandja.